# Stauropus
Genre
Le genre Stauropus regroupe des lépidoptères (papillons) de nuit de la famille des Notodontidae.

## Liste des espèces
- Stauropus alternus Walker, 1855.
- Stauropus basalis Moore, 1877.
- Stauropus fagi (Linnaeus, 1758) — Bombyx du hêtre ou Écureuil.
- Stauropus major van Eecke, 1929.
- Stauropus picteti Oberthür, 1911.
- Stauropus teikichiana Matsumura, 1929.
- Stauropus viridissimus Bethune-Baker, 1904.